# Problema do isomorfismo de subgrafos
Em teoria da complexidade, o problema do isomorfismo de subgrafos é um problema de decisão que se sabe ser NP-completo.

## Definição
Isomofismo de Subgrafos {\displaystyle (G_{1},G_{2})}

Entrada: Dois grafos {\displaystyle \,G_{1}} e {\displaystyle \,G_{2}}.

Pergunta: {\displaystyle \,G_{1}} é isomórfico (há um isomorfismo de grafos) a um subgrafo de {\displaystyle \,G_{2}}?
Ou, informalmente: tome dois grafos não dirigidos {\displaystyle \,G_{1}} e {\displaystyle \,G_{2}} e verifique se {\displaystyle \,G_{1}} é subgrafo de  {\displaystyle \,G_{2}} (a menos de um isomorfismo) ou não. Em outras palavras, o problema verifica se há ou não uma função {\displaystyle \,f} que mapeie os vértices de {\displaystyle \,G_{1}} nos vértices de {\displaystyle \,G_{2}} de forma tal que haja uma aresta {\displaystyle \,\{u,v\}} em {\displaystyle \,G_{1}} exatamente quando {\displaystyle \,\{f(u),f(v)\}} está em {\displaystyle \,G_{2}}.
Algumas vezes o nome casamento de subgrafos é usado para o mesmo problema. Este nome dá ênfase à busca de um tal subgrafo, em contraste ao mero problema de decisão.

## Classe de Complexidade
A demonstração de que o problema do isomorfismo de subgrafos é NP-completo é simples e baseada na  redução ao problema do clique (que se sabe ser NP-completo), mostrando que CLIQUE {\displaystyle \leq } p isomorfismo de subgrafos. Se o isomorfismo de subgrafos fosse polinomial, poder-se-ia usá-lo para resolver o problema do clique em tempo polinomial. Tome n como o número de arestas em {\displaystyle \,G}: poder-se-ia então rodar o isomorfismo de subgrafos {\displaystyle n-2} vezes (com {\displaystyle \,G_{1}} sendo um clique de tamanho 3 até {\displaystyle n}, e {\displaystyle \,G_{2}} sendo {\displaystyle \,G}) para encontrar o maior clique em {\displaystyle \,G}.
O isomorfismo de subgrafos é uma generalização do problema potencialmente mais fácil do isomorfismo de grafos; se o problema do isomorfismo de grafos fosse NP-completo, a hierarquia polinomial colapsaria, então suspeita-se que ele não o seja.

## Áreas de aplicação
Na área de quimioinformática freqüentemente o termo pesquisa de subestruturas é usado. Tipicamente uma estrutura de consulta é definida como SMARTS, uma extensão de SMILES.
É também de grande importância para gramáticas de grafos.